# KGO-TV
KGO-TV（仮想チャンネル7・VHFデジタルチャンネル12）は、アメリカ・カリフォルニア州サンフランシスコに認可され、サンフランシスコ・ベイエリアにサービスを提供しているABCが直営するテレビ局。ウォルト・ディズニー・カンパニーの子会社であるABCオウンド・テレビジョン・ステーションズが所有している。スタジオは、ファイナンシャル・ディストリクト (サンフランシスコ)の北にあるエンバカデロ (サンフランシスコ)のすぐ西にあるABC放送センターにあり、送信所はサットロ・タワーの上にある。さらに、建物の一部をマイネットワークTV系列局のKRON-TV（ネクスター・メディア・グループが所有するチャンネル4）にリースしているが、完全に独立した運営を行っている。

## 歴史
1949年5月5日に、サンフランシスコ・ベイエリアで2番目に古いテレビ局として初放送され、KPIX-TV（チャンネル5）から5か月後、アメリカで50番目に開局した。実際、CBS系列（現在はCBS所有）の放送局がABCのチャンネル7を受信して視聴する方法に関する情報番組を制作していたため、KPIX-TVはKGO-TVを放送することに関与していた。KGO-TVのオリジナルのスタジオは、サンフランシスコのサットロ山近くの改装されたサットロ・マンションにあり、KPIX-TVと共有している送信所タワーの隣にあった。
チャンネル7は、ニューヨーク市のWABC-TV、シカゴのWLS-TV、デトロイトのWXYZ-TVに続き、ロサンゼルスのKABC-TVの前に、ABCが直営する5つの元々の放送局の4番目だった。さらに、KGO (AM)ラジオ（810 AM）から継承された元のコールサインを保持している唯一のABC加盟局である。ABC番組の放映に加えて、パラマウント・テレビジョン・ネットワークからのシンジケート番組も放映し、放映された後者のネットワークの番組には、『ビーニーの時間』、『ハリウッド・リール（Hollywood Reel）』、『サンディ・ドリームス（Sandy Dreams）』、『ハリウッド・レスリング（Hollywood Wrestling）』、『カウボーイ・Gメン（Cowboy G-Men）』があった。
チャンネル7は、放送初年度の放送スケジュールが限られていた。サンフランシスコ・クロニクルで、KGO-TVが週7日全て放送することを発表したのは、1950年9月のことだった。1950年代の殆どの間、ABCネットワークは当時多くの日中番組を提供していなかったため、KGO-TVは朝遅くまたは午後早く、特に週末に放送を終了した。長年、土曜日の番組は、サンフランシスコのおもちゃ屋のオーナーであるノーマン・ローゼンバーグ（Norman Rosenberg）が1954年から1961年までホストを務めた人気の子供向け番組『キング・ノーマンのおもちゃの王国（King Norman's Kingdom of Toys）』から始まった。2016年12月に98歳で亡くなった。
1954年、KGO-TVは、当時西海岸で最も近代的な放送施設の1つで、かつては「イーグル・ビルディング」として知られていた277 ゴールデン・ゲート・アベニューに移転した。同建物は2010年から2011年の間に取り壊された。ABCが所有する放送局として、フィットネスの専門家であるジャック・ラレーン、歌手のテネシー・アーニー・フォード、ストリッパーのジプシー・ローズ・リーがホストを務める番組を含む、いくつかのネットワークの昼間番組を開始した。シンジケートゲーム番組『オー・マイ・ワード（Oh My Word）』と『ジ・アニバーサリー・ゲーム（The Anniversary Game）』は、サークル・セブン・プロダクションズによってKGO-TVで制作された。1950年代半ば、KSFOディスクジョッキーのドン・シャーウッド (DJ)がホストを務める平日夜のバラエティ番組を生放送し、KGO-TVの管理者からの警告に反して政治的なコメントをしたことでシャーウッドが解雇されるまで続いた。1962年9月、ABCの最初のカラー番組であるアニメシリーズ『宇宙家族ジェットソン』、続いて『原始家族フリントストーン』の放送を開始した。1960年代半ば、ニュース番組を含むローカル番組をカラーで放送した最初のベイエリアの放送局となった。1985年、900 フロント・ストリートにある現在のスタジオから放送を開始し、ラジオ局のKGO（AM 810）、KSFO、KMKY（前の2つは現在キュムラス・メディアが所有）と施設を共有している。
2012年までに、ラジオ局は900 フロント・ストリートを空けた。2014年後半、マイネットワークTV系列局のKRON-TV（チャンネル4）は、1967年以来占有していた1001 ヴァン・ネス・アベニューからABC放送センターに事業を移し、KGO-TV/ABCからラジオ局が占有していた3階のスペースをリースした。KRON-TVはまた、ニュース番組の制作に1階にある2つのスタジオのうちの1つを使用している。
キャピタル・シティーズ・コミュニケーションズが1985年にABCを買収・同ネットワークと合併し「キャピタル・シティーズ/ABC（Capital Cities/ABC）」となり、1996年に同社がウォルト・ディズニー・カンパニーに売却されるというABCの所有権変更を受けた時でさえ、その存在の大部分において、KGO-TVはベイエリアで唯一のネットワーク所有のテレビ局だった。そのため、当時、地元の競合他社や、フィラデルフィアのWPVI-TV、ヒューストンのKTRK-TV、フレズノのKFSN-TVなどの姉妹局とは異なり、ネットワーク番組を大幅に先取りしなかった（2007年の時点で、このポリシーの一部の例外は、ニュース速報イベントまたは選択されたABCスポーツの番組が独占報道を保証する場合に発生する可能性がある場合、独立放送局 (北アメリカ)のKOFY-TV（チャンネル20）は、その期間にスケジュールされた先取りされたABC番組をピックアップする可能性がある）。KBHK（現：KBCW (TV)）が1995年にUPN（当時の所有者であるBHCコミュニケーションズがパートナーであった）のチャーターメンバーに、KPIX-TVが同年にウェスティングハウスと合併してCBS直営に、KNTVがKRON-TVから切り離された後、ネットワークに買収された後、2002年にNBC直営に、KTVUが前年に姉妹局のKICU-TVと一緒にネットワークに買収された後、2015年にFOX直営となり（ただし、KRON-TVがマイネットワークTVと提携しているため、KICUは独立局のままである）、ベイエリアで唯一の直営局であるという区別は、以上のサンフランシスコ-オークランド市場の他局がネットワーク所有局になった1995年に終了した。ABCが1986年にキャピタル・シティーズ/ABC合併の一環として、デトロイトのWXYZ-TVをスクリップス＝ハワード・ブロードキャスティングに売却した後、KGO-TVはニューヨーク、ロサンゼルス、シカゴ以外で最も長くサービスを提供するABC直営局となった。

### サリナス–モンテレー–サンタクルーズ市場のKGO-TV
1999年、サウスベイで広告収入を得ようとしていたKGO-TVは、サンノゼのABC系列局・KNTVの当時の所有者であるグラナイト・ブロードキャスティングと、KNTVのABC系列を削除するために同社に支払うことで合意に達し、ネットワークの独占的なベイエリアアウトレットとなった。その結果、サリナス-モントレー-サンタクルーズ市場は、KNTVもこれらのコミュニティにサービスを提供していたため、ABC番組の地上波受信を失った（一時的にThe WBと提携し、2002年1月にベイエリアのNBC系列としてKRON-TVに取って代わった）。それに応じて、ケーブルのみのABC系列局が影響を受けた地域に設立され、KGO-TVの番組を同時放送した（ABC番組やローカルニュース番組を含む）が、チャンネル7は、シンジケーション独占ルールの下でサンフランシスコ市場内でのみ表示が許可されていた。2010年12月20日、NBC系列のKSBWの所有者であるハースト・テレビジョンは、ネットワークの番組をKSBWの2番目のデジタルサブチャンネルに導入するためにABCと提携契約を締結した。新しいサブチャンネル（「Central Coast ABC」として放送中）は2011年4月18日に開始し、カリフォルニアのセントラル・コーストのケーブルプロバイダーからKGO-TVを効果的に置き換え、KSBWのABC系列サブチャンネルに置き換えた。

### ロゴ
KGO-TVは、シカゴの姉妹局・WBKB（現：WLS-TV）と共に、元のサークル7ロゴを使用した最も初期のABC加盟局の1つだった。「ブロードキャスティング」誌によると、1962年8月27日に、サンフランシスコのデザインコンサルタントであるG・ディーン・スミス（G. Dean Smith）によって作成されたこのロゴを発表した。1990年代後半にABCをブランドに組み込んだ際（最初は1996年から1997年まで「Channel 7 ABC」として、次に「ABC 7」として）、元のバージョンのサークル7ロゴを使用したチャンネル7で放送している他のいくつかのABC加盟局と共に、単にサークル7にABCロゴを付けた。

## 番組

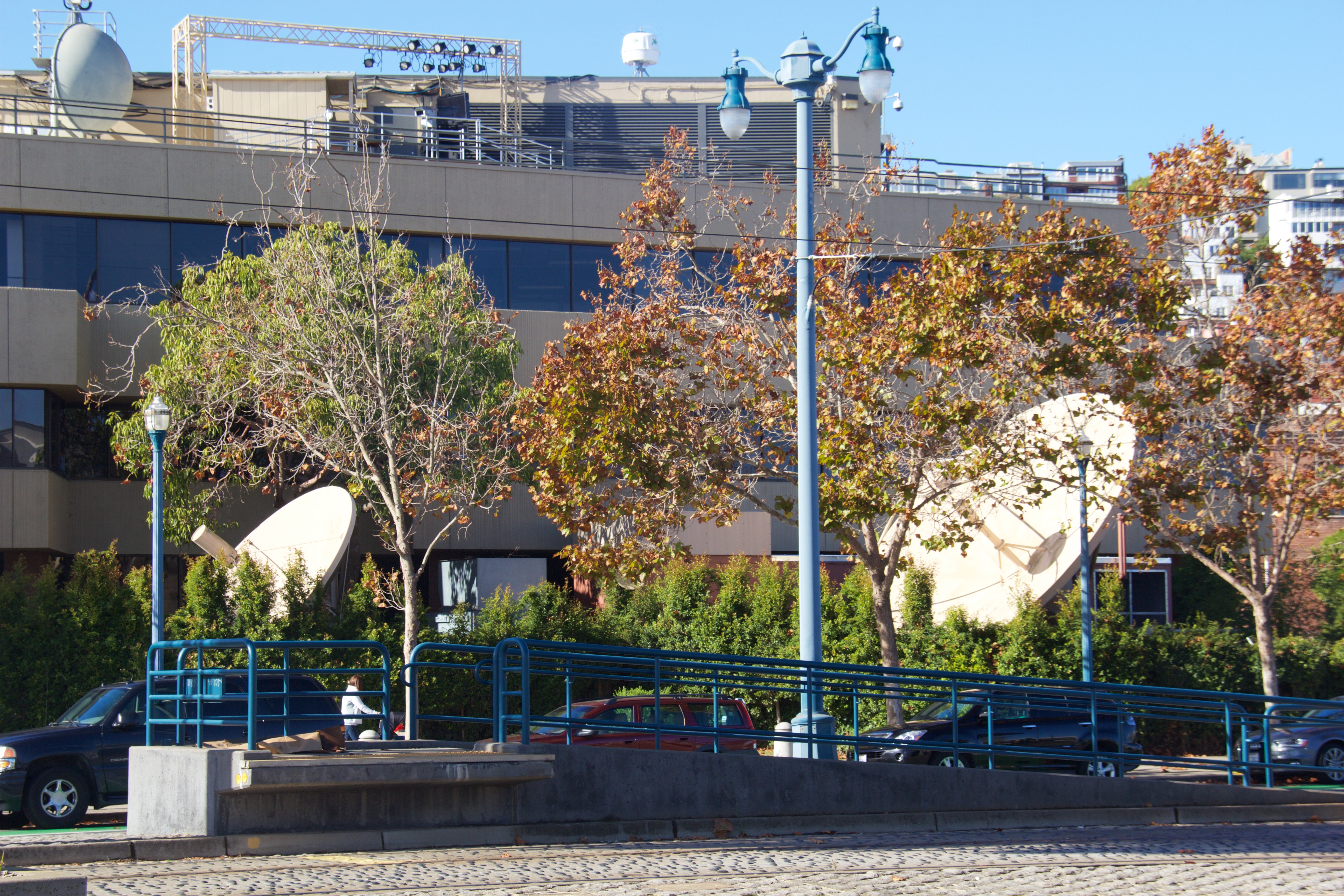
サンフランシスコのKGOスタジオの外にあるアンテナ

KGO-TVは、『ライブ・ウィズ・ケリー・アンド・マーク』、『タムロン・ホール』、『ジェパディ!』、『ホイール・オブ・フォーチュン』などの番組を含む、昼の番組の注目度の高いラインナップを放送している（最初の2番組は、KGOの企業的いとこであるディズニー・メディア・ディストリビューションによって配信され、後の2番組はソニー・ピクチャーズ・テレビジョンによって制作され、CBSメディア・ベンチャーズによって配信されている）。『ジェパディ!』と『ホイール・オブ・フォーチュン』は、1992年にKRON-TVからKGO-TVに移って以来、KGO-TVで放送されてきた。『オプラ・ウィンフリー・ショー』は、1986年から2011年までの番組期間中、KGO-TVで放送された。2019年にゲーム番組が打ち切りになるまで、ネットワーク初放送のシンジケート番組『フー・ウォンツ・トゥ・ビー・ア・ミリオネア』を放送した数少ないABC加盟局の1つだった。また、KTVUから『ドナヒュー』を買収した後の1980年代後半には、午後のラインナップで『ドナヒュー』と『オプラ』を組み合わせたが、1995年秋、KGO-TVは打ち切りの1年前にトーク番組を中止した国内初の加盟局となった（この時代、同番組はロックフェラー・センターにあるニューヨーク市のNBC O&OのWNBCのスタジオから発信されていたにもかかわらず、WNBCもその後すぐに『ドナヒュー』を打ち切った）。
KGO-TVは、アカデミー賞のプレショーも放送する（ロサンゼルスの姉妹局KABC-TVが制作）。1980年代にベイ・トゥ・ブレイカーズレースや、ラジオパートナーであるKGO-AM 810との『KGO Cure-a-thon（KGOキュアソン）』を放送することもあった。2006年4月8日に1906年のサンフランシスコ地震と1989年のロマ・プリータ地震に関するドキュメンタリーを制作した最初の放送局だった。
1970年代と1980年代、『グッド・モーニング・アメリカ』に続く平日9:00から10:00までの時間帯にトーク/バラエティ番組を制作した。『A.M. San Francisco（A.M.サンフランシスコ）』は1975年から1987/1988年まで放送され、その後スーザン・シコラ（Susan Sikora）がホストを務める『Good Morning, Bay Area（グッド・モーニング、ベイエリア）』に置き換えられた。『A.M.サンフランシスコ』のホストには、フレッド・ラコッセ（Fred LaCosse）とテリー・ローリー（Terry Lowry）の夫婦チームが含まれていた（他のABC直営放送局は1980年代に独自の『A.M.』番組を制作した。例えば、WLS-TV の『A.M. Chicago（A.M.シカゴ）』は『オプラ・ウィンフリー・ショー』に進化し、『ライブ・ウィズ・ケリー・アンド・マーク』はWABCの同様の『A.M.』番組から進化した）。1988年夏の1～2週間、『A.M. Los Angeles（A.M.ロサンゼルス）』がKGO-TVで同時放送され、KGO-TVが制作したコーナーもいくつかあった。
キャピタル・シティーズ・コミュニケーションズがABCを買収して1985年に同ネットワークと合併し、合併後の会社キャピタル・シティーズ/ABCが1996年にウォルト・ディズニー・カンパニーに売却されるなど、ABCが所有権を変更した間も含めて、存続期間中、ベイエリアで唯一ネットワーク所有のテレビ局だった。そのため、KGOは、当時そうすることで知られていた地元の競合局や姉妹局（フィラデルフィアのWPVI-TV、ヒューストンのKTRK-TV、フレズノのKFSN-TVなど）とは異なり、ネットワーク番組を大幅に先取りすることはなかった（2007年現在、ニュース速報イベントまたは選択されたABCスポーツ番組が独占報道を保証する場合、このポリシーにはいくつかの例外が設けられる場合がある）。ベイエリア唯一のO&O放送局であるという特徴は1995年に終わり、その後20年間に、1995年にUPNのチャーターメンバー（当時の所有者がパートナーだった）となったKBHK（現：KBCW）、1995年にネットワークがウェスティングハウスと合併してCBS O&OとなったKPIX、KRON-TVから切り離された後にネットワークに買収された後、2002年にNBC O&OとなったKNTV、そして1年前に姉妹局KICU-TVと共にネットワークに買収された後、2015年にFOX O&OとなったKTVUといったサンフランシスコとオークランドの市場にある他のいくつかの放送局がネットワーク所有になった（ただし、KRON-TVとマイネットワークTVの提携により、KICUは独立放送局のままである）。ABCがキャピタル・シティーズ/ABCの合併の一環として1986年にデトロイトのWXYZ-TVをスクリップス＝ハワード・ブロードキャスティングに売却した後、KGO-TVはニューヨーク、ロサンゼルス、シカゴを除けば最も長くサービスを提供するABC O&Oとなった。

### スポーツ番組
ESPNとの共有所有権により、チャンネル7はサンフランシスコ・フォーティナイナーズが関与する『マンデーナイトフットボール』の試合を優先的に拒否する権利を保有している。KGOは、地元スタンフォード・スタジアムで行われた第19回スーパーボウルと第29回スーパーボウルでのフォーティナイナーズの勝利を中継した。また、第37回スーパーボウルへのオークランド・レイダースの登場についても報道した。また、チャンネル7は、NBAとのネットワーク契約を通じてゴールデンステート・ウォリアーズが関与する『NBA on ABC』コンテストを放送し、2021年以降は、ネットワークとNHLの契約を通じてサンノゼ・シャークスの試合を放送している。KGO-TVは、2015年、2017年、2018年、2022年のNBAファイナルでのウォリアーズのチャンピオンシップ勝利と、2016年と2019年のNBAファイナルでのウォリアーズのチャンピオンシップ出場を放送した。
1989年のワールドシリーズ、オークランド・アスレチックスとサンフランシスコ・ジャイアンツの対戦が放送されたが、第3戦がキャンドルスティック・パークで始まる直前にロマ・プリータ地震により中断された。

### The View from the Bay
2006年6月26日から2010年9月10日まで、KGO-TVはスペンサー・クリスチャンとジャネール・ワン（Janelle Wang）がホストを務める地元制作の平日バラエティ番組『The View from the Bay（ザ・ビュー・フロム・ザ・ベイ）』を放送した。1時間の同番組では、ベイエリアの地元の観光スポットやインタビュー、その他の関心事に焦点を当てた。女性視聴者をターゲットに、平日15:00に放送され、インターネットで生中継も行われた。ロサンゼルスの姉妹局であるKABC-TVも、その2番目のデジタルサブチャンネルで平日22:00に番組を放送し、他のABC O&O放送局のデジタルサブチャンネルでも様々な時間帯に番組を放送した。この番組は2010年にライブ・ウェル・ネットワークにも配信され、タイトルが『Everyday Living（エブリデイ・リビング）』に変更された。

### 7 Live
『ザ・ビュー・フロム・ザ・ベイ』は、2010年9月13日に『7 Live（7ライブ）』と呼ばれる新しいローカルの午後のトーク番組（MSNBCの初期の番組の1つである『ザ・サイト』と形式が似ていた）に置き換えられ、かつての番組の15:00の時間枠が取られた。同番組は、KGO-AMラジオのホストを長年務めたブライアン・コープランドとリジー・バムデス（Lizzie Bermudez）がホストを務め、彼らはコンピュータ化された演台に立ち、コープランドの「相棒」または「相談役」としての役割を果たし、彼女のコンピュータから素材を共有した。バムデスはテクノロジーとポップカルチャーの分野に焦点を当てた。『7ライブ』は、「The Voice Box」と呼ばれるスタジオ視聴者と、番組中にホストが読む視聴者からの電子メール、Facebook、Twitterのコメントを備えた革新的な形式を持っていた。コープランドは番組の大部分をスタジオ内を歩き回り、ネタにユーモラスなコメントをちりばめて過ごした。各回は通常、コープランドが「Thought of the Day（今日の思い）」を共有することで終わった。
ジェニファー・ジョリーは、初回放送から2011年8月までコンピューター化された演台（バムデスと同等）からテクノロジー/ソーシャルメディアの共同ホストを務め、その後、現在は終了されたCBSの朝のニュース番組『ジ・アーリー・ショー』に頻繁にテクノロジーとソーシャルメディアのゲスト寄稿者として出演した。この番組は、7項目のリスト（「The List」と呼ばれる）を組み込むことによって、「7」のテーマを表現した。『7 Live』は低視聴率のためKGOにより打ち切りとなり、2012年4月27日に最終回が放送された。

### ニュース業務
KGO-TVは現在、毎週42時間半の地元制作のニュース番組を放送している（平日：6時間35分、土日：各5時間）。番組は通常、18:00のニュース番組で以前に放映された記事と、ABCニュースからの国内外のニュースリポートを再放送する。
ニューヨーク市の姉妹局であるWABC-TVに倣い、1960年代後半にニュース放送に『Eyewitness News』形式を採用したが、『Eyewitness News』というタイトルは、フィラデルフィアの姉妹局KYW-TVから同形式のバージョンを継承したKPIX-TVで既に使用されていた。その結果、KGO-TVは1970年代を通じてニュース番組を『Channel 7 News Scene』と呼び、1982年から現在の『ABC 7 News』ブランドに切り替えた1998年までは『Channel 7 News』と呼んでいた。他のABC O&Oと同様に、KGO-TVも1969年からニュース番組のテーマ音楽として「暴力脱獄」のサウンドトラックに収録されている「Tar Sequence」の編集バージョンを使用した。シカゴの姉妹局であるWLS-TVが2013年に『Eyewitness News』ブランドを再利用し始めてから、KGO-TVは他のABC O&O放送局と同様に、ニュース番組に『Eyewitness News』や『Action News』ブランドを使用していない唯一のABC O&Oとなった。
1970年に『Early News』という名前の16:30のニュース番組を放送し、レイ・タネヒル（Ray Tannehill）とジョン・リード・キングがアンカーを務め、ピート・ギディングスが天気予報を、ボブ・ファウツがスポーツを担当した。ルー・ハーリー（Lu Hurley）は、サンフランシスコ・ベイエリアで交通リポートを提供する最初のテレビ番組の1つとして、生中継のヘリコプター交通情報を提供した。KGO-TVは、19:00の時間帯に同ネットワークの夕方のニュース番組を放送した最後のABC加盟局の1つだった。1992年初めまでに、『ワールドニュース・トゥナイト』は17:30に変更され、17:00のニュース時間の後半が置き換えられた。長い間、23:00のニュース番組を放送してきた。当初は30分間の番組だったが、1990年代初頭に35分間に拡大された。2000年代、日曜23:00のニュース番組の定番は、技術開発に関するリチャード・ハートのコーナーで、「Next Step」や「Drive to Discover」というタイトルも付けられていた。
現在、2006年2月に放送デビューを果たした、「Sky 7HD」というブランド名で高解像度ビデオの撮影と送信を備えた市場初のヘリコプターを使用している。物流および機材の制限により、ヘリコプターからのビデオは4:3の標準画質でしか利用できない場合がある（この場合、ヘリコプターには単に「Sky 7」というブランド名が付けられる）。KGOは、2007年2月17日に高解像度でローカルニュース番組の放送を開始したベイエリアで2番目のテレビ局（KTVUに次いで）となった。
2007年1月8日から2022年3月11日まで、独立局のKOFY-TV（チャンネル20）向けに21:00の1時間のニュース番組も制作した。2021年9月6日、KOFYは『ABC 7 News』を19:00から20:00に移動した。KGOは、KOFYが2022年4月16日にグリット提携局となり西部の番組に切り替わることを見越して、2022年3月11日にKOFYで放送された最後のニュースを放送した。
2007年7月20日、長年夕方のニュースアンカーであり、KGOラジオトーク番組のホストでもあったピート・ウィルソンが、カリフォルニア州パロアルトのスタンフォード大学医療センターでの人工股関節置換術中に重度の心臓発作を起こし、62歳で死去した。翌日ウィルソンの死が公に発表されると、KGOはウィルソンへの大規模な追悼番組を放送した。自身の最後のニュース番組とラジオ番組は2007年7月18日だった。
2008年、KGOは平日の朝の番組を4:30まで拡大し、市場で初めて早朝のニュース放送を5:00より前に開始した放送局となった。同じ頃、景気の低迷と放送局の自動制御室システム「Ignite（イグナイト）」への転換をきっかけに、2011年5月26日、16:00から1時間のニュース番組を開始し、それまで『オプラ・ウィンフリー・ショー』（前日に25年間のシンジケーション運営を終了した）が占めていた時間枠を埋めた。2011年9月10日、週末23:00のニュース放送を1時間に拡大した。
KGOは、NBC所有のKNTVのプライムタイムのオリンピック中継に続く深夜の特別ローカルニュース番組の対抗番組として、2012年ロンドンオリンピック期間中の深夜に『ABC 7 News Special Edition』と呼ばれる7分間の特別な「ミニキャスト」を放送した。NBCのオリンピック中継が深夜前に終了した夜には特別ニュース番組は放送されなかった（例えば8月8日、結果として8月9日のKGO深夜ニュース番組はなかった）。少なくとももう1つのABC所有の放送局、ロサンゼルスのKABC-TVダウンステートも、2012年のオリンピック期間中に7分間の深夜ニュース番組を制作した。2014年8月8日、ユニビジョンO&OのKDTV-DTと提携し、12月にWUVP-DTと提携して23:00の生放送ニュース番組を制作したフィラデルフィアの姉妹局であるWPVI-TVに次いで、ニュース番組の相互宣伝とニュースコンテキストの共有を目的として提携した。
2015年7月9日、新たに承認されたFAAガイドラインに基づいて商用ドローンを飛行させた北カリフォルニア初の基地となった。「DroneView7」と呼ばれるこの航空機は、キャンドルスティック・パークの取り壊しの上空を飛行し、生中継を行った。2022年2月4日、ローカルニュースや情報を放送する継続的なオンラインストリーミングチャンネル「ABC 7 Bay Area 24/7」を開始した。

#### 注目すべき現在の放送スタッフ

##### アンカー
- ダン・アシュリー（英語版）
- ラリー・ベイル（英語版）
- ディオン・リム（英語版）
- クリステン・ゼー（英語版）

##### 気象学者
- スペンサー・クリスチャン（英語版）

#### 著名な過去の放送スタッフ
- ジェシカ・アギーレ（英語版） - アンカー（現：KNTV（英語版））
- ドクター・ディーン・エデル（英語版） - 「House Calls」の健康担当リポーター
- ピート・ギディングス（英語版） - 気象学者（退職）
- ロジャー・グリムズビー（英語版） - アンカー兼ニュースディレクター（後にWABC-TV、故人）
- キャロリン・ジョンソン（英語版） - アンカー（現：KNBC（英語版））
- ヴィック・リー（英語版） - リポーター（退職）
- クリスティーン・ランド（英語版） - リポーター（後にKABC-TV、退職）
- ブライアン・ノークロス（英語版） - 気象学者（現：フォックス・ウェザー（英語版））
- セルジオ・キンタナ（英語版） - リポーター（現：KNTV（英語版））
- ピート・ウィルソン（英語版） - アンカー（故人）
- ナターシャ・ズーベス（英語版） - アンカー（現：NewsNation）

## 技術情報

### サブチャンネル
デジタル信号は多重化されている。
| チャンネル | 解像度 | アスペクト比 | ショートネーム | 番組編成             |
| ---------- | ------ | ------------ | -------------- | -------------------- |
| 7.1        | 720p   | 16:9         | KGO-HD         | メインKGO-TV番組/ABC |
| 7.2        | 720p   | 16:9         | LOCLish        | ローカリッシュ       |
| 7.3        | 480i   | 16:9         | ThisTV         | ディスTV             |
| 7.4        | 480i   | 16:9         | HSN            | HSN                  |
| 4.5        | 480i   | 16:9         | Shop LC        | Shop LC（KRON-DT5）  |

#### ローカリッシュ
2010年5月、ディズニー/ABCが所有するライブ・ウェルHD（Live Well HD、後のライブ・ウェル・ネットワーク、現：ローカリッシュ）を2番目のデジタルサブチャンネルで配信し始め、ネットワーク向けの料理番組『ブルース・エイデルズのグッド・クッキン（Good Cookin' with Bruce Aidells）』も制作している。2007年、デジタルサブチャンネルで代替番組セットをスケジュールしたカリフォルニアで数少ない商業テレビ局の1つで、当時、7.2サブチャンネルは、殆どのKGO-TVのニュース番組やその他のローカルで制作された番組の同時放送と再放送を放送し、従来とは異なる時間枠でABCニュースの番組を繰り返し放送していた（例えば、『ABCワールドニュース・トゥナイト』平日版は19:00に放送されたが、『ナイトライン』は殆どの平日9:00と19:30に放送された）。『コモンウェルス・クラブスピーカーズ・ランチョン（Commonwealth Club Speaker's Luncheon）』や1960年代のABCプライムタイム西部劇『ガンマン無情』の再放送など、チャンネル7.2で見られた一部の番組は、チャンネル7では表示されなかった。

### アナログ-デジタル変換
KGO-TVは、連邦政府が義務付けたアナログからデジタルテレビへの移行の一環として、2009年6月12日にVHFチャンネル7を介してアナログ信号をシャットダウンした。デジタル信号は、移行後の操作のために、移行前のUHFチャンネル24からVHFチャンネル7に再配置された。その結果、移行後に同じチャンネル割り当てを保持する唯一のベイエリアテレビ局であり、KNTVと並んでVHFダイヤルに残る唯一の他局である（KQEDはVHFチャンネル9からUHFチャンネル30に移動した）。
KGO-TVには、UHFチャンネル35の代理中継局の建設許可があり、デジタル移行まで、アンテナ視聴者のためにサンノゼを含む視聴エリアの南部にサービスを提供している。その後、RFチャンネル7に戻った。RF 7はVHFチャンネルで、その受信は、UHF HDTVアンテナを使用している人にとっては難しい場合がある。

### 中継局
| 放送地域免許 | コールサイン  | チャンネル | ERP     | HAAT               | 施設ID | 送信所の座標                                                              | 所有者                                                                       |
| ------------ | ------------- | ---------- | ------- | ------------------ | ------ | ------------------------------------------------------------------------- | ---------------------------------------------------------------------------- |
| サンノゼ     | KGO-TV（DRT） | 35         | 12.1 kW | 605.2 m (1,986 ft) | 34470  | 北緯37度29分58.7秒 西経121度52分19.8秒 / 北緯37.499639度 西経121.872167度 | ABCオウンド・テレビジョン・ステーションズ                                    |
| ユカイア     | K22OJ-D       | 22         | 0.89 kW | 439 m (1,440 ft)   | 65126  | 北緯39度7分0.4秒 西経123度5分38.4秒 / 北緯39.116778度 西経123.094000度    | ユカイアテレビジョン改善協会 （Television Improvement Association of Ukiah） |